# Tit Anni Papià Miló
Tit Anni Papià Miló (en llatí Titus Annius Papianus Milo) fill de Gai Papi Cels i d'Ànnia, va néixer a Lanúvium on ja era magistrat cap al 53 aC. Portava el nom d'Anni per haver estat adoptat pel seu avi Tit Anni Lasc, però és més conegut pel seu nom italogrec de Miló comú al sud d'Itàlia.

### Enfrontaments amb Publi Clodi
Va ser qüestor en data desconeguda i tribú de la plebs el 57 aC quan va començar el seu pols amb Publi Clodi. Miló tenia molts deutes i només l'assignació del govern d'una província el podia salvar, però en ser membre d'una família obscura i sense talents oratoris era molt difícil d'obtenir el consolat a menys que es vinculés a un dels grans. Miló es va lligar a Gneu Pompeu amb l'excusa de demanar que Ciceró tornés de l'exili. Miló es va enfrontar a Clodi amb els seus propis mètodes: va contractar una banda de gladiadors i les bandes dels dos homes s'enfrontaven sovint pel carrer. La tornada de Ciceró no va tranquil·litzar la situació. Dues vegades va salvar a Ciceró dels atacs de la gent de Clodi. Les seves cases a Roma, la Anniana al turó Capitolí i una altra al turó Germalus, van ser assaltades pels seguidors de Clodi, però aquest va ser expulsat dues vegades del fòrum i la darrera quasi va morir.
Clodi va aconseguir ser elegit edil curul tot i l'oposició de Miló (56 aC) i durant aquell any va quedar lliure de persecucions judicials, ja que els edils no podien ser imputats. En canvi Miló, en acabar el seu tribunat el desembre del 57 aC, quedava exposat als atacs judicials en perdre la immunitat. Ciceró en aquest moment, per compromís amb Cras, va haver de refusar la seva defensa. Miló havia d'exercir un càrrec públic però no consta que fos pretor i únicament apareix com a edil plebeu suplent quan va fer uns jocs de gran magnificència després de la mort de l'edil titular.
L'any 53 aC Miló es va presentar al consolat del 52 aC i Clodi al càrrec de pretor del mateix any. Els combats entre les seves bandes es van reproduir i Clodi va avergonyir Miló al senat exposant la seva insolvència.
El 20 de gener del 52 aC Clodi va morir a mans dels homes de Miló a Bovillae a la via Àpia (vegeu Publi Clodi). Miló va pensar inicialment en exiliar-se voluntàriament, però finalment es va decidir per quedar-se a Roma i amb el suport del tribú Marc Celi es va dirigir al senat portant la roba blanca de candidat i va llegir el seu programa consular. Els seus competidors als comicis eren Publi Plauci Hipseu i Quint Cecili Metel Pius Escipió. Pompeu donava suport a Metel i també a Hipseu que li havia promès que li donaria la dictadura. Pompeu va ser nomenat finalment cònsol únic i al cap d'uns mesos va incorporar al consolat a Metel. En aquests mesos va fer aprovar tres lleis: una primera que proposava mesures per actes com el crim de Bovillae, les lluites a la cúria i l'atac a la casa de l'interrex Marc Lèpid. La segona llei enduria les penes per ambitus. I la tercera enduria les penes contra la sodalitia o interferència en els comicis. El temps d'aquests judicis es reduïa a tres dies entre l'acusació, la defensa i l'examen de les proves. Marc Celi es va oposar a aquestes lleis per la seva retroactivitat, però Pompeu va enviar forces armades a casa seva i el va obligar a retirar-se.

### Exili
Els esclaus de Miló i Clodi van ser cridats a declarar i ho van fer sota tortura, però Miló encara gaudia del suport de l'aristocràcia que desconfiava de Pompeu. Finalment va ser acusat i el seu judici es va obrir el 4 d'abril del 52 aC a instància de dos nebots de Publi Clodi per la mort del seu oncle, per Quint Petulci i Luci Cornifici per ambitus i per Publi Fulvi Nerat per soldalitiis. El consular Luci Domici Aenobarb va ser nomenat qüestor o fiscal per una llei especial de Pompeu. Les possibilitats de ser absolt de Miló van ser eliminades per la pressió furiosa dels seus adversaris i les obstruccions a la seva defensa. Miló va ser condemnat per suborn (ambitus) i conspiració, però absolt del delicte de la mort de Clodi. Va haver de marxar a l'exili a Marsella. Les seves propietats van ser entregades als seus creditors.
Miló esperava poder tornar quan Juli Cèsar va entrar a Roma i va permetre el retorn de molts exiliats (49 aC), però no va ser així. El seu amic Marc Celi, que va ser pretor el 48 aC, va aprovar una llei per l'ajust dels deutes, mesura que li va costar el càrrec. Necessitat d'aliats, Celi va cridar a Miló a Itàlia i aquest va desembarcar a Campània i va organitzar bandes de gladiadors samnites, brucis,i criminals o esclaus fugitius, i es proclamà llegat de Gneu Pompeu, però mancat de suport es va retirar a Lucània on es va trobar amb el pretor Quint Pedi i va morir en un combat menor davant una irrellevant fortalesa del districte de Thurii.
S'havia casat l'any 57 aC amb Fausta Cornèlia, filla del dictador Sul·la, que va ser-li poc fidel i va tenir algunes relacions extramatrimonials, entre elles amb l'historiador Sal·lusti.